# Classe Implacable
La classe Implacable è stata una classe di portaerei utilizzata dalla Royal Navy britannica nella seconda parte della seconda guerra mondiale. Il progetto delle due unità della classe era derivato dalla precedente classe Illustrious.

## Progetto
La classe Implacable venne costruita circa 30 mesi dopo la classe Illustrious. Rispetto a questa le navi della classe erano più vicine come progetto alla Ark Royal, con le pareti degli hangar più sottili per avere una migliore distribuzione del peso. Venne anche introdotto un hangar inferiore. Per aumentare la velocità di punta, venne aggiunta un'altra sala macchine, che rese simili per prestazioni le navi della classe alle classe Essex statunitensi. Utilizzando parte del ponte di volo come area di parcheggio per parte degli aerei imbarcati, si riuscì ad aumentarne il numero fino a 81 durante il servizio con la British Pacific Fleet tra il 1944 ed il 1945. Le unità utilizzarono il sistema Fuze Keeping Clock per il controllo dei pezzi antiaerei ed ebbero 4 Torri di controllo MK V sempre per i pezzi antiaerei. Le otto torrette binate da 113 mm erano equipaggiate anch'esse con il controllo remoto.

## Navi
- Implacable, costruita nei cantieri Fairfield Shipbuilding and Engineering Company di Govan.
- Indefatigable, costruita nei cantieri John Brown & Company di Clydebank

## Servizio
Entrambe le navi della classe vennero impostate nel 1939 e varate nel dicembre 1942, entrando poi in servizio tra il maggio e l'agosto 1944. Il ritardo fu dovuto alla priorità accordata ad altri tipi di navi nei lavori dei cantieri britannici. Tutte e due ebbero una carriera piuttosto breve.
La Indefatigable fu protagonista del primo appontaggio di un bimotore su una portaerei, effettuato da un de Havilland DH.98 Mosquito. In seguito partecipò ai raid contro la nave da battaglia tedesca Tirpitz e venne infine assegnata alla British Pacific Fleet.
Dopo la fine del conflitto le unità vennero impiegate come navi di addestramento prima di essere demolite tra il 1955 ed il 1956 dopo poco più di un decennio in servizio. La decisione di radiare le navi venne presa in seguito a considerazioni economiche riguardo ai forti stanziamenti necessari per ammodernarle sulla linea della Victorious e per limiti della progettazione a doppio hangar, infatti i soffitti erano sensibilmente più bassi rispetto al singolo hangar della classe Illustrious come la Victorious e questo rappresentava un problema per i nuovi tipi di aerei post bellici.